# St. Peter und Paul (Kesternich)

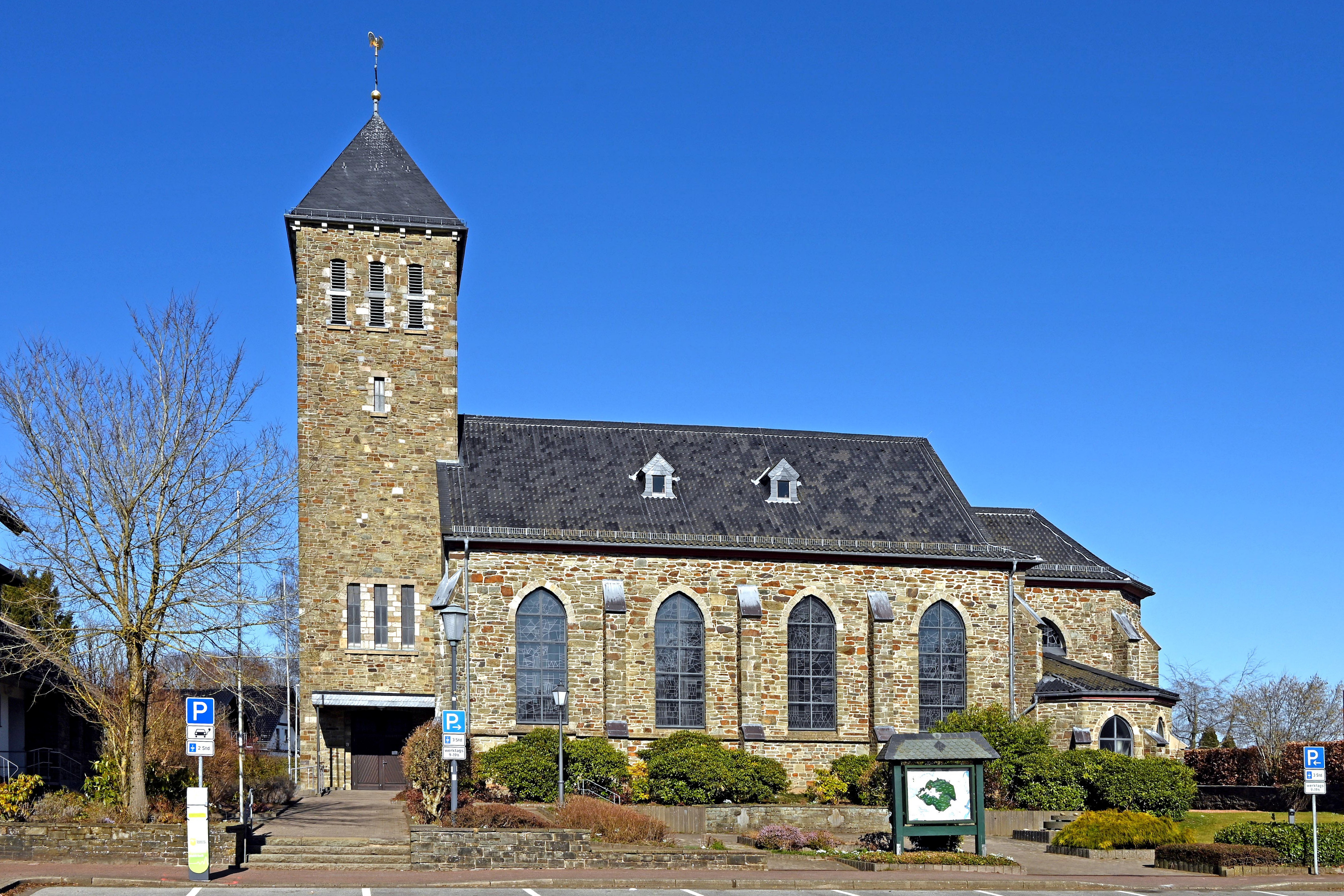
St. Peter und Paul in Kesternich

St. Peter und Paul ist die römisch-katholische Pfarrkirche des Simmerather Ortsteils Kesternich in der Städteregion Aachen in Nordrhein-Westfalen.

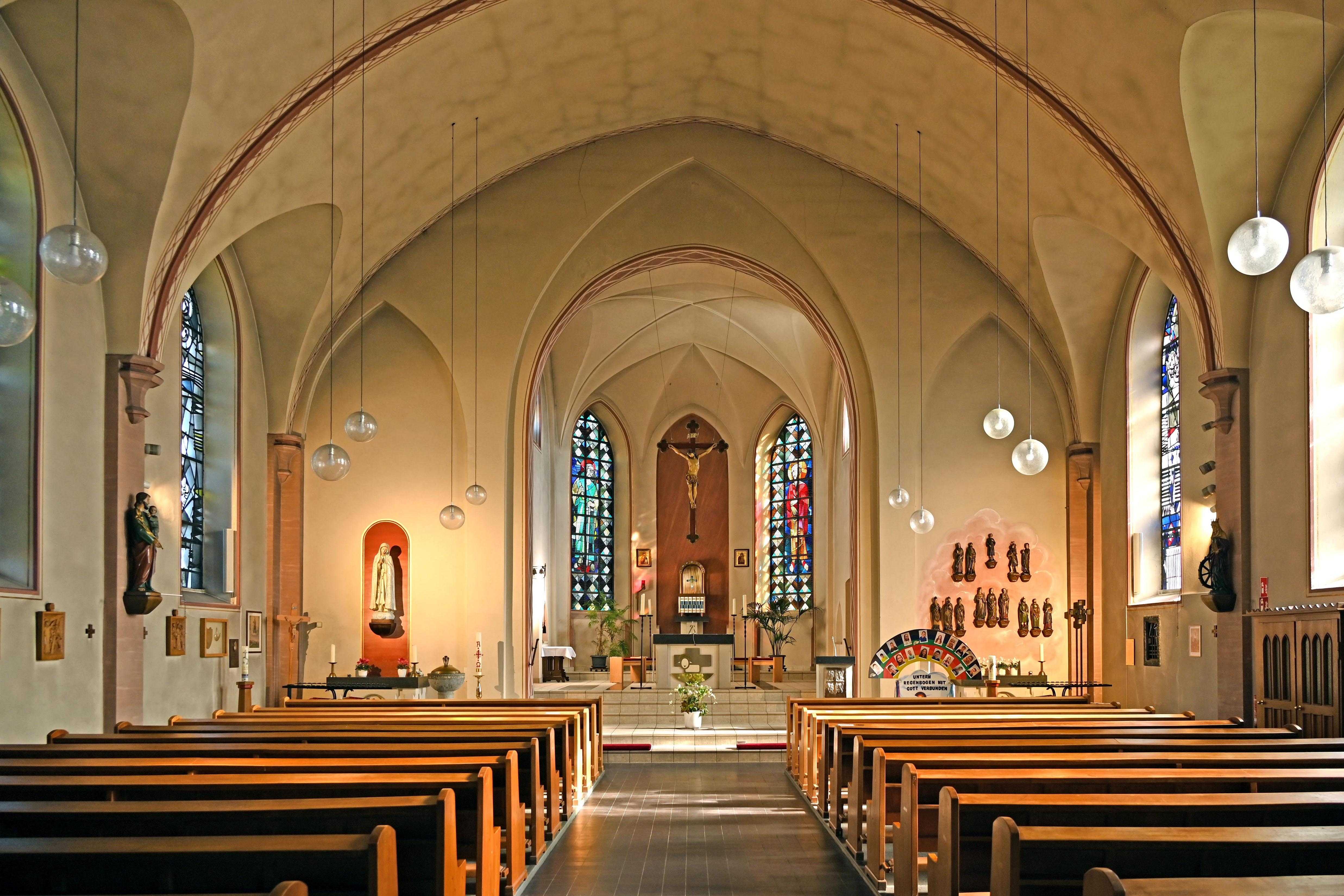
Kirchenschiff mit Blick zum Altar

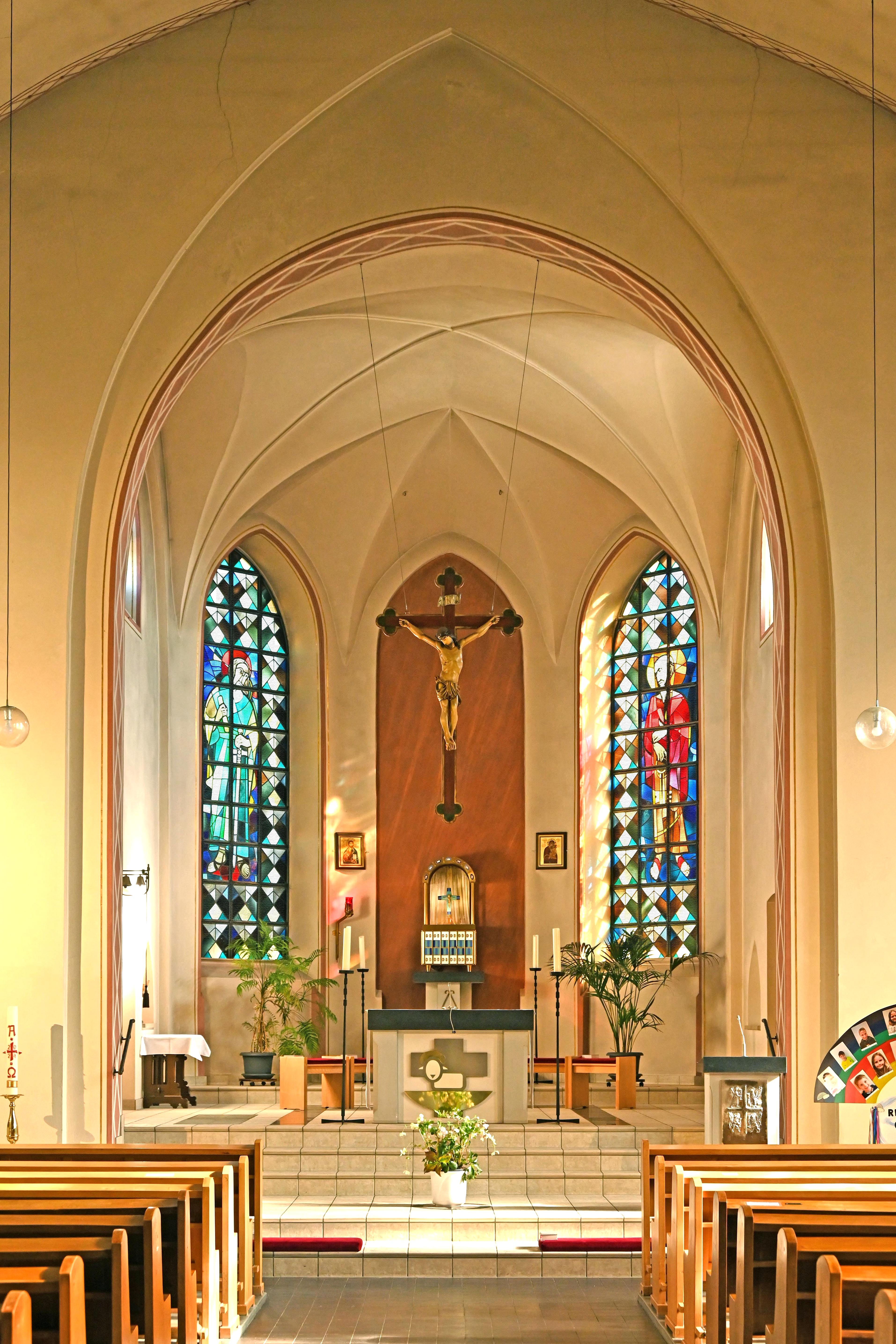
Altarraum mit Chorkreuz

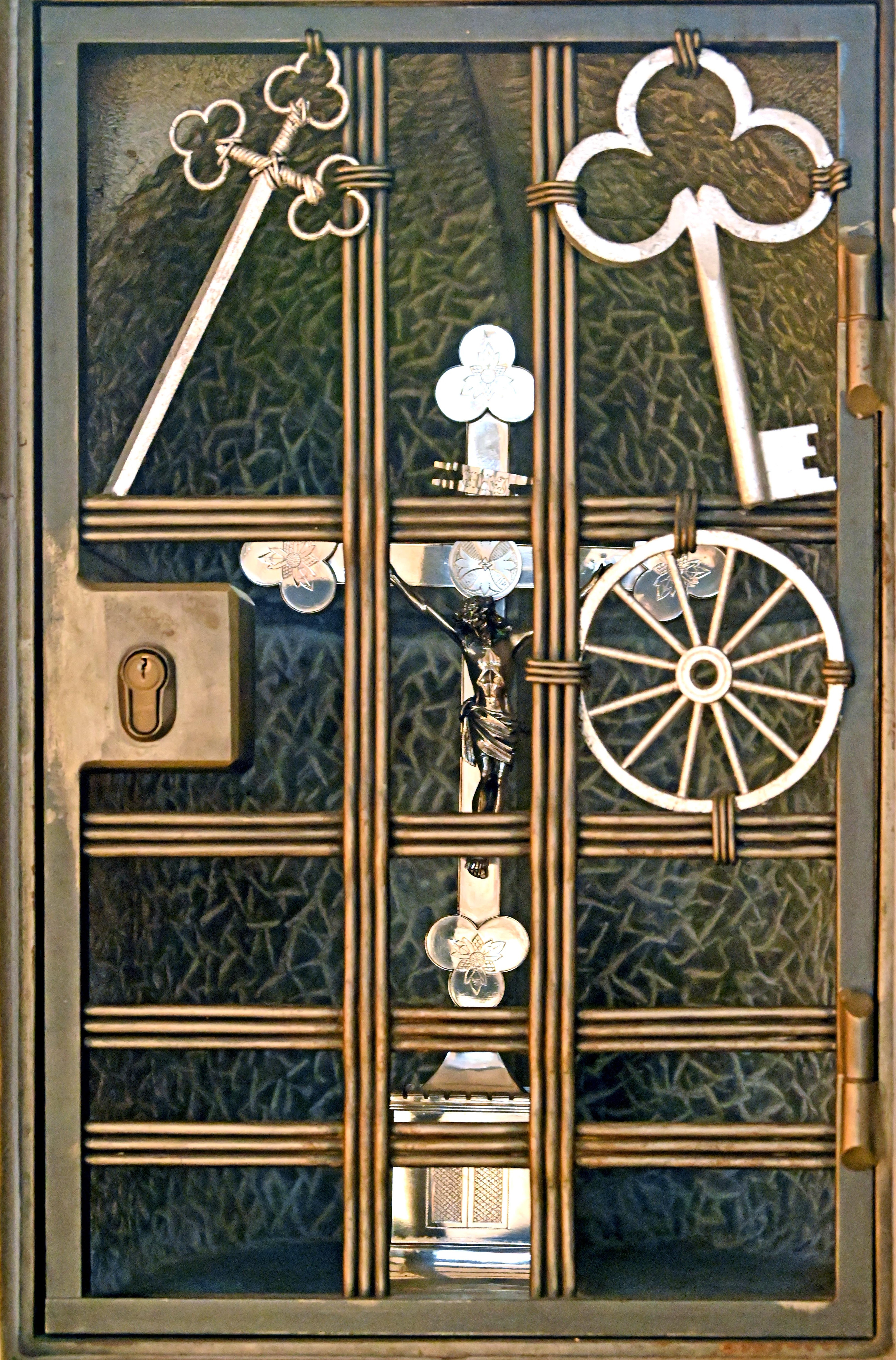
Altarkreuz, 1944 gerettet

Die Kirche ist mit dem Doppelpatrozinium hl. Apostel Petrus und hl. Paulus versehen und unter Nr. 17 in die Liste der Baudenkmäler in Simmerath eingetragen.

## Lage
Das Kirchengebäude befindet sich in der Ortsmitte von Kesternich an der Bundesstraße (L 166). Vor der Pfarrkirche (Südseite) ist ein kleiner Vorplatz. Nördlich der Pfarrkirche befindet sich der Friedhof und im Westen der Kindergarten.

## Allgemeines
Kesternich gehörte früher zur Pfarre Simmerath und verfügte über keine eigene Kirche. Anfang des 18. Jahrhunderts bemühten sich die Bewohner des Dorfes um eine Baugenehmigung für eine eigene Kirche. Zwecks Bau der Kirche und Anlegung eines Friedhofs schenkte Martin Stollenwerk ein Grundstück. Das Generalvikariat des Kölner Erzbistums, zu dem Kesternich zu dieser Zeit gehörte, gab die Genehmigung, jedoch war der Kollator der Pfarre Simmerath, das Aachener Stiftskapitel, nicht damit einverstanden. Trotzdem errichteten die Kesternicher von 1718 bis 1719 ihre eigene Kirche. Diese wurde jedoch erst 1721 benediziert, nachdem sich der Landesherr, das Generalvikariat und das Stiftskapitel geeinigt hatten. Kersternich verblieb jedoch zunächst noch als Filiale bei Simmerath, erhielt aber einen eigenen Vikar. Eigenständige Pfarrei wurde Kersternich schließlich 1804 im Zuge der Pfarrumschreibungen während der Franzosenzeit.

## Baugeschichte
Das Gotteshaus von 1718/19 war das erste Kirchengebäude in Kersternich. Dabei handelte es sich um eine einschiffige Saalkirche aus Bruchstein in Formen des Barock. Durch den starken Bevölkerungsanstieg Ende des 19. Jahrhunderts wurde diese Kirche zu klein und um 1900 abgerissen.
In den beiden Jahren 1899 und 1900 wurde die heutige Pfarrkirche nach Plänen des Aachener Kreisbaumeisters Heinrich van Kann im Baustil der Neugotik als dreischiffige Hallenkirche errichtet.
Im Zuge des Zweiten Weltkriegs wurde die Pfarrkirche am 19. September 1944 von deutschen Truppen gesprengt. Nur die Außenmauern von Kirchenschiff, Chor und Sakristei blieben stehen, der Glockenturm wurde wie die Gewölbe, die Arkaden zwischen Haupt- und Seitenschiffen und das Dach vollständig zerstört.
Der Wiederaufbau erfolgte von 1951 bis 1952. Die Pläne dazu lieferte der Kesternicher Architekt Carl Hermes, der die Bauleitung aufgrund seines Alters an Architekt Josef Klinkenberg aus Aachen übergab. Klinkenberg und Hermes bezogen die erhaltenen Außenmauern in ihre Pläne mit ein. Im Kirchenschiff wurde ein Tonnengewölbe eingezogen, was ungewöhnlich für diese Zeit war. Die feierliche Weihe nahm der Aachener Bischof Johannes Joseph van der Velden am 27. April 1952 vor.

## Baubeschreibung
St. Peter und Paul ist eine einschiffige und vierjochige Saalkirche aus Bruchstein mit einem einjochigen und dreiseitig geschlossenen Chor im Osten, an den sich links und rechts die beiden Sakristeien anschließen. Diese Bauteile sind neugotisch. Der Glockenturm ist dem Kirchenschiff im Westen vorgebaut, besitzt drei Geschosse und wurde in modernen Bauformen errichtet. Das Kirchenschiff wird von einem Tonnengewölbe und der Chor mit einem Kreuzgratgewölbe überspannt. Diese Gewölbe wurden beim Wiederaufbau 1951/52 eingezogen. Vor dem Krieg besaß die Kirche Kreuzrippengewölbe. Die Fenster sind spitzbogig, besitzen aber seit 1944 kein Maßwerk mehr. Den Gläubigen werden 170 Sitzplätze geboten.

## Ausstattung
Die ursprüngliche neugotische Ausstattung wurde bei der Sprengung 1944 komplett vernichtet. Nur das Altarkreuz konnte durch einen US-amerikanischen Feldwebel gerettet werden, der es zunächst mit in die USA nahm. Im Jahr 1983 gab er es an die Pfarre zurück. Seitdem befindet es sich wieder in der Kirche. Ansonsten besitzt die Kirche eine moderne Ausstattung. Die Buntglasfenster im Kirchenschiff sind Werke des Dürener Glasmalers Hermann Gottfried aus dem Jahr 1963. Die Fenster sind freie Kompositionen. Die beiden Chorfenster schuf ein unbekannter Künstler um 1955. Sie stellen die Pfarr- und Kirchenpatrone Peter und Paul dar.

## Glocken
Im Glockenturm befindet sich ein fünfstimmiges Geläut aus Bronze von der Glockengießerei Petit & Gebr. Edelbrock aus Gescher in Westfalen. Die Glockenweihe fand am 1. Mai 1955 statt.
| Nr. | Name                | Durchmesser (mm) | Masse (kg, ca.) | Schlagton (HT-1/16) | Gießer                               | Gussjahr |
| 1   | Schmerzhafte Mutter | 1.250            | 1.185           | e'                  | Fa. Petit & Gebr. Edelbrock, Gescher | 1954     |
| 2   | Katharina           | 920              | 444             | a'                  | Fa. Petit & Gebr. Edelbrock, Gescher | 1954     |
| 3   | Peter und Paul      | 810              | 310             | h'                  | Fa. Petit & Gebr. Edelbrock, Gescher | 1954     |
| 4   | Josef               | 710              | 210             | cis"                | Fa. Petit & Gebr. Edelbrock, Gescher | 1954     |
| 5   | Peter und Paul      | 670              | 180             | d"                  | Fa. Petit & Gebr. Edelbrock, Gescher | 1954     |

## Pfarrer
Folgende Pfarrer wirkten bislang an St. Peter und Paul als Seelsorger:
| von – bis | Name              |
| --------- | ----------------- |
| 1804–1824 | Antonius Rösseler |
| 1928–1958 | Heinrich Denis    |
| 1958–1975 | Heinrich Mießen   |
| 1976–2010 | Hermann van Gorp  |
| Seit 2010 | Michael Stoffels  |